# Vlag van Chastre
De vlag van Chastre is op onbekende datum bij raadsbesluit vastgesteld als de vlag van de Waals-Brabantse gemeente Chastre. De vlag kan als volgt worden beschreven:
Blauw met een reeks witte knuppels en een gele diagonale streep.
De vlag komt overeen met het vlagontwerp van de Raad van Heraldiek en Vexillologie (Frans: Conseil d’héraldique et de vexillologie). De vlag is een wapenbanier met de wapens van de familie van Onyn. Deze wapens vormen een van de twee schilden van het gemeentewapen.